# Chaire de la Résurrection
La chaire de la Résurrection (en italien Pulpito della Resurrezione) est une œuvre sculpturale en bronze de 123 × 292 cm colonnes exclues, réalisée après 1460 par l'artiste florentin Donatello. Elle est située dans la basilique San Lorenzo, à Florence.
Il s'agit de l'une des deux chaires en bronze de la basilique, l'autre étant la chaire de la Passion, dernières œuvres de Donatello. Les chaires datent d'après 1460 et Donatello est à l'origine du projet et du dessin même si probablement les autres phases sont l'œuvre de collaborateurs parmi lesquels Bartolomeo Bellano et Bertoldo di Giovanni. La chaire de la Résurrection est probablement la première réalisée. 

## Description
Les panneaux représentent (avec leur orientation) :
- Les Femmes pieuses au sépulcre  (Ouest)
- Descente aux limbes (Sud)
- Résurrection (Sud)
- Ascension (Sud)
- Pentecôte (Est)
- Martyre de saint Laurent (Nord)
- Dérision du Christ (Nord, bois bruni, XVIIe siècle)
- Saint Luc  évangéliste (Nord, bois bruni, XVIIe siècle)

## Sources
- (it) Cet article est partiellement ou en totalité issu de l’article de Wikipédia en italien intitulé « Pulpito della Resurrezione » (voir la liste des auteurs).